# Oswald Chambers
Oswald Chambers (24. července 1874 – 15. listopadu 1917) byl skotský protestantský kazatel a učitel ve 20. století.

## Životopis
Narodil se v Aberdeenu ve Skotsku baptistickým rodičům. Své obrácení ke Kristu prožil v deseti letech při kázání Charlese Spurgeona. Studoval na Universitě v Edinburghu umění a archeologii, později teologii na Dunoon College. V letech 1906 až 1910 cestoval a vyučoval Písmo svaté ve Spojených státech, Velké Británii a Japonsku.
V roce 1910 se oženil s Gertrudou Hobbsovou („Biddy“) a 24.5.1913 se jim narodila jediná dcera Kathleen.
V roce 1911 založil Bible Training College v Claphamu v Londýně, stal se jejím ředitelem a vyučoval na ní až do roku 1915, kdy školu kvůli první světové válce uzavřel a v říjnu 1915 odplul do Zeitounu v Egyptě (poblíž Káhiry), kde sloužil u australských a novozélandských jednotek jako vojenský kaplan YMCA. Tam po operaci slepého střeva 15. listopadu 1917 zemřel.
Nebyl spisovatel, napsal jen jednu knihu, přesto je jeho jméno na více než třiceti titulech. Sestavila je jeho manželka, paní Chambersová, soudní stenografka, z doslovných rukopisných záznamů jeho kázání, které zapsala během sedmi let jejich manželství. Téměř půl století pracovala po smrti svého manžela na tom, aby jeho slova předala světu.
Nejznámější knihou Oswalda Chamberse je „My Utmost for His Highest“ (To nejlepší pro Jeho slávu), která s nákladem miliónů výtisků zůstává i dnes mezi deseti nejprodávanějšími knihami v oblasti náboženské literatury.